# التركيبة السكانية للاتحاد الأوروبي

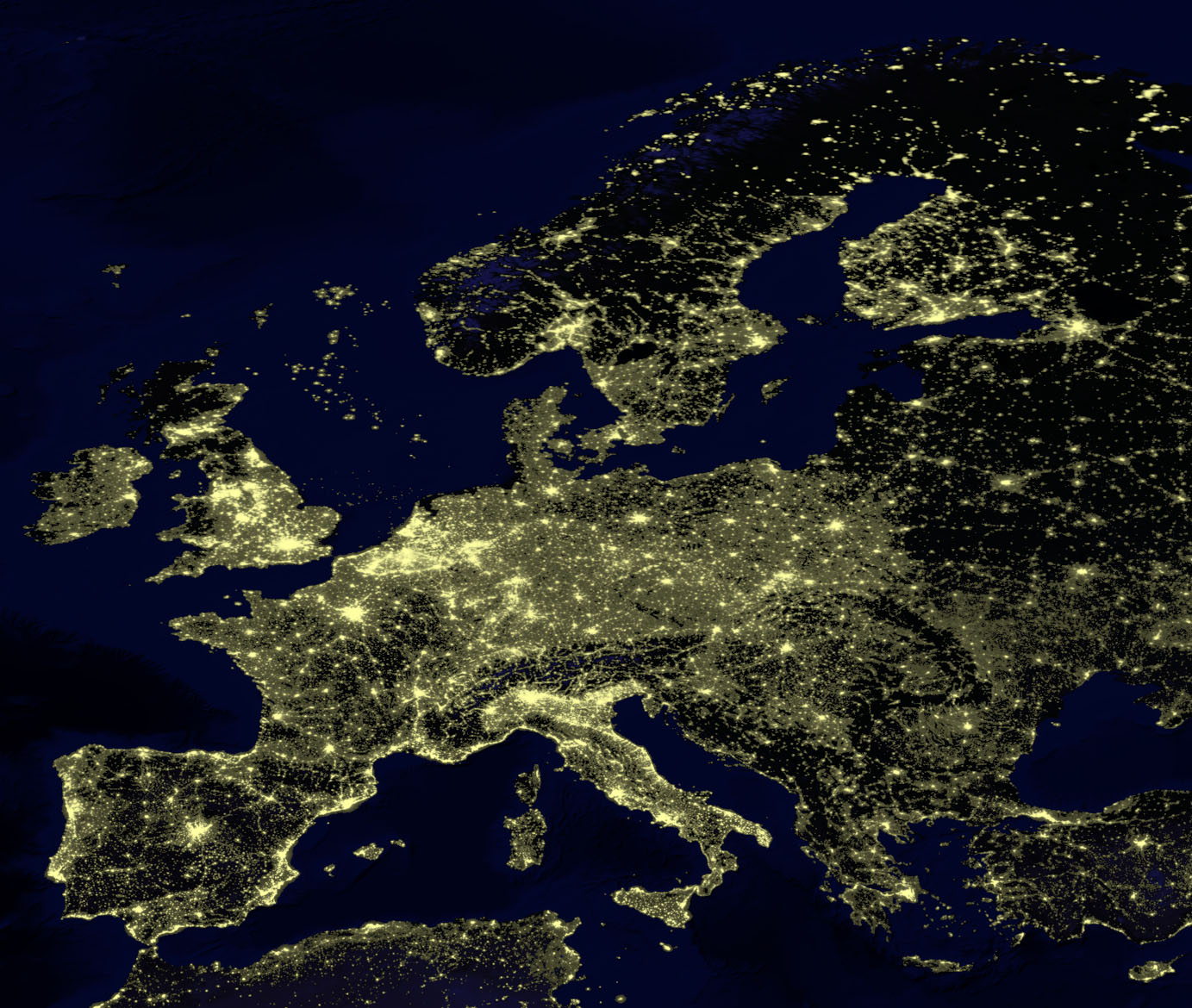
الكثافة السكانية في الاتحاد الأوروبي هي 114 شخصا لكل كيلومتر مربع.

التركيبة السكانية للاتحاد الأوروبي تظهر كثافة سكانية عالية، وتنوعا ثقافيا بين دوله الأعضاء. اعتبارا من 1 يناير 2010 بلغ سكان الاتحاد الأوروبي 501,260,000 نسمة (أي أنهم أكثر من خمسمائة مليون نسمة). ويتوقع أن تشهد العديد من البلدان انخفاضا في أعداد سكانها خلال العقود القادمة، لكن يمكن أن يُعَوَّضُ هذا النقص بانضمام دول جديدة إلى الاتحاد الأوروبي في غضون السنوات الـ 20 المقبلة.
الدولة العضو الأكثر سكانا هي ألمانيا، بـ 82,100,000 نسمة. بينما الدولة الأقل سكاناً هي مالطة بأقل من نصف مليون نسمة. معدلات المواليد في الاتحاد الأوروبي منخفضة إذ يبلغ متوسط مواليد المرأة 1.6 طفلا. أعلى معدلات الولادة توجد في جمهورية إيرلندا بـ 16 ولادة لكل ألف شخص سنوياً، ثم في فرنسا بـ 13 ولادة لكل ألف شخص سنوياً. بينما لدى ألمانيا أدنى معدل مواليد في أوروبا بـ 8 ولادات لكل ألف شخص سنوياً.
| دولة عضو         | السكان بآلاف | السكان % بالنسبة للاتحاد | المنطقة كم 2 | المنطقة % بالنسبة للاتحاد | كثافة السكان نسمة/كم 2 |
| ---------------- | ------------ | ------------------------ | ------------ | ------------------------- | ---------------------- |
| الاتحاد الأوروبي | 501,259.8    | 100                      | 4,324,782    | 100                       | 116.0                  |
| النمسا           | 8,372.9      | 1.67                     | 83,858       | 1.9                       | 99.7                   |
| بلجيكا           | 10,827.5     | 2.16                     | 30,510       | 0.7                       | 352.0                  |
| بلغاريا          | 7,576.8      | 1.51                     | 110,912      | 2.5                       | 68.5                   |
| قبرص             | 801.9        | 0.16                     | 9,250        | 0.2                       | 86.6                   |
| جمهورية التشيك   | 10,512.4     | 2.1                      | 78,866       | 1.8                       | 132.8                  |
| الدنمارك         | 5,547.1      | 1.11                     | 43,094       | 1.0                       | 128.1                  |
| إستونيا          | 1,340.3      | 0.27                     | 45,226       | 1.0                       | 29.6                   |
| فنلندا           | 5,350.5      | 1.07                     | 337,030      | 7.6                       | 15.8                   |
| فرنسا            | 65,821.885   | 12.86                    | 643,548      | 14.6                      | 99.6                   |
| ألمانيا          | 81,757.6     | 16.31                    | 357,021      | 8.1                       | 229.9                  |
| اليونان          | 11,306.2     | 2.26                     | 131,940      | 3.0                       | 85.4                   |
| المجر            | 10,013.6     | 2                        | 93,030       | 2.1                       | 107.8                  |
| جمهورية أيرلندا  | 4,450.9      | 0.89                     | 70,280       | 1.6                       | 64.3                   |
| إيطاليا          | 60,397.4     | 12.05                    | 301,320      | 6.8                       | 200.4                  |
| لاتفيا           | 2,249.0      | 0.45                     | 64,589       | 1.5                       | 35.0                   |
| ليتوانيا         | 3,329.2      | 0.66                     | 65,200       | 1.5                       | 51.4                   |
| لوكسمبورغ        | 502.2        | 0.1                      | 2,586        | 0.1                       | 190.1                  |
| مالطا            | 416.3        | 0.08                     | 316          | 0.0                       | 1,305.7                |
| هولندا           | 16,576.8     | 3.31                     | 41,526       | 0.9                       | 396.9                  |
| بولندا           | 38,163.9     | 7.61                     | 312,685      | 7.1                       | 121.9                  |
| البرتغال         | 10,636.9     | 2.12                     | 92,931       | 2.1                       | 114.4                  |
| رومانيا          | 21,466.2     | 4.28                     | 238,391      | 5.4                       | 90.2                   |
| إسبانيا          | 47,150.4     | 9.41                     | 504,782      | 11.4                      | 93.4                   |
| سلوفاكيا         | 5,424.1      | 1.08                     | 48,845       | 1.1                       | 110.8                  |
| سلوفينيا         | 2,054.1      | 0.41                     | 20,253       | 0.5                       | 101.4                  |
| السويد           | 9,347.9      | 1.86                     | 449,964      | 10.2                      | 20.6                   |
| المملكة المتحدة  | 62,041.7     | 12.38                    | 244,820      | 5.5                       | 251.7                  |

## المناطق الأكثر سكانا
للاتحاد الأوروبي عدد كبير من المدن العالمية، فهو يحتوي على 13 من المدن الستين التي تؤلف مؤشر المدن العالمية لعام 2008، وكذلك 16 من مدن «ألفا» الواحدة والأربعين العالمية المصنفة حسب GaWC (من بينها لندن وباريس وميلانو، أمستردام وبروكسل وغيرها). فيما يلي قائمة المدن العشر الأكثر اكتظاظا بالسكان، والمناطق الحضرية في الاتحاد الأوروبي، مع عدد السكان وفقا لتقديرات عام 2005.
| أكبر المدن (2005) | ملايين | منطقة حضرية (2005) | ملايين | لوز (2001) | ملايين |      |       |         |
| ----------------- | ------ | ------------------ | ------ | ---------- | ------ | ---- | ----- | ------- |
| لندن              | 7.5    | باريس              | 10.2   | لندن       | 12.0   |      |       |         |
| برلين             | 3.4    | لندن               | 8.6    | باريس      | 11.6   |      |       |         |
| مدريد             | 3.1    | حوض الرور          | 7.3    | مدريد      | 5.6    |      |       |         |
| روما              | 2.7    | مدريد              | 5.4    | الرور      | 5.4    | لندن | برلين | مدريد   |
| باريس             | 2.2    | ميلان              | 4.3    | برلين      | 5.0    |      |       |         |
| بوخارست           | 1.9    | برشلونة            | 4.2    | برشلونة    | 4.2    |      |       |         |
| هامبورغ           | 1.8    | أثينا              | 3.8    | أثينا      | 4.0    |      |       |         |
| وارسو             | 1.7    | برلين              | 3.7    | روما       | 3.5    |      |       |         |
| بودابست           | 1.7    | نابولي             | 3.0    | هامبورغ    | 3.1    |      |       |         |
| فيينا             | 1.7    | روما               | 2.7    | ميلان      | 3.1    | روما | باريس | بوخارست |

## التحولات السكانية
هناك حركة كبيرة للهجرة الداخلية في الاتحاد، أهمها:
- من المناطق الصناعية السابقة في البنلوكس وبريطانيا وألمانيا إلى مناطق الحزام الشمسي في إسبانيا والبرتغال وجنوب فرنسا وإيطاليا.
- من البلدان الأكثر فقرا في شرق الاتحاد الأوروبي إلى الدول الأكثر ثراء في أوروبا الغربية (بريطانيا، أيرلندا، ألمانيا، هولندا، فرنسا، إيطاليا، البرتغال، إسبانيا).

الهجرة البريطانية تجاه جنوب أوروبا تتسم بأهمية خاصة. مواطنو الاتحاد الأوروبي يشكلون نسبة متزايدة من المهاجرين في إسبانيا. يأتون أساسا
من دول مثل المملكة المتحدة وألمانيا، لكن الهجرة البريطانية لها أهمية خاصة نظرا لحجمها. وتقدر السلطات البريطانية أن العدد الحقيقي للمواطنين البريطانيين الذين يعيشون في إسبانيا هو أكبر بكثير من الأرقام الرسمية التي تصدرها السلطات الإسبانية، والتي تقدر بحوالي 1000000، و800،000 كمقيمين دائمين.

### الهجرة إلى أوروبا
مقال تفصيلي: البطاقة الزرقاء (الاتحاد الأوروبي)
الهجرة هي قضية مثيرة للجدل في عدد من الدول الأعضاء كبلجيكا والسويد وألمانيا وإيطاليا وهولندا وإسبانيا والمملكة المتحدة.
إسبانيا بوجه خاص تتلقى معظم المهاجرين الوافدين بطريقة غير شرعية إلى أوروبا قادمين من أفريقيا، وربما يرجع ذلك إلى منطقتها الساحلية الكبيرة وقرب جغرافيتها وخاصة حدودها البرية مع المغرب في سبتة ومليلة، حيث يحاول المهاجرين الأفارقة، القادمين من أفريقيا جنوب الصحراء، دخول البلاد عن طريق القوارب من المغرب أو السنغال أو القفز على السياج الحدودي. خلال عطلة نهاية الأسبوع الأول من شهر سبتمبر عام 2006، وصل أكثر من 1300 مهاجر غير شرعي إلى شواطئ جزر الكناري والتقديرات هي أن ما بين 50,000 و70،000 شخص دخلوا إلى الاتحاد الأوروبي بصورة غير شرعية عبر الحدود الإسبانية وشواطئها. بني السياج الحدودي على حد سواء في سبتة ومليلية في محاولة لوقف هذا المد الكبير، حيث تعتبر الهجرة غير الشرعية مشكلة سياسية في إسبانيا، وأيضا قضية كبيرة في ما يتعلق بحقوق الإنسان، لأن الكثير من الناس يموتون خلال محاولتهم العبور.
في بلدان أخرى، مثل أيرلندا أو البرتغال، لا ينظر إلى الهجرة باعتبارها قضية بهذا الحجم، ويرجع سبب ذلك على الارجح إلى تاريخ علاقة تلك البلدان مع الهجرة. وإسبانيا كانت، خصوصا في الستينيات خلال ديكتاتورية فرانكو، دولة مصدرة للمهاجرين إلى شمال أوروبا، لكن تلقيه اليوم أكبر عدد من المهاجرين من كل الاتحاد الأوروبي أدى إلى تفاقم المشكلة.
بلغ معدل صافي الهجرة بالنسبة للاتحاد الأوروبي في عام 2008 إلى 3,1 مهاجر لكل 1000 نسمة، وهذا الرقم يشمل كل من الهجرة داخل وخارج الاتحاد الأوروبي، وبالتالي لا تشمل أي تحركات داخلية بين الدول الأعضاء. ظل المستوى السنوي للهجرة يتراوح بين 1.5 و2 مليون شخص منذ عام 2003.

## المستقبل الديموغرافي
يواجه الاتحاد الأوروبي تحديات في مستقبله الديموغرافي، معظم المخاوف تتمحور حول عدة مسائل ذات صلة: شيخوخة السكان، وتزايد متوسط العمر المتوقع وتدفق المهاجرين.
بعد أن بلغ أدنى مستوياته التاريخية إلى 1.47 طفل لكل امرأة، بدأ معدل الخصوبة الكلية للاتحاد الأوروبي في الزيادة مرة أخرى، لتصل إلى مستوى 1.60 في عام 2008. وقد لوحظ هذا الاتجاه الإيجابي في جميع الدول الأعضاء باستثناء لوكسمبورغ، مالطا والبرتغال. وقد لوحظت أكبر زيادة خلال هذه الفترة في بلغاريا (من 1,23 طفل لكل امرأة في 2003 حتي 1,57 في عام 2009)، سلوفينيا (1,20-1,53)، والجمهورية التشيكية (1,18-1,49) وليتوانيا (1,26-1,55). وفي عام 2009، كانت الدول الأعضاء ذات أعلى معدلات الخصوبة في أيرلندا (2.07)، فرنسا (2.00)، والمملكة المتحدة (1.96 في عام 2008) والسويد (1.94)، وكلها تقترب من مستوى الإحلال البالغ 2.1 طفل لكل امرأة. وسجلت أدنى المعدلات في لاتفيا (1.31)، المجر والبرتغال (كلاهما 1.32) وألمانيا (1.36).
على مدى السنوات ال 50 الماضية، ازداد متوسط العمر المتوقع عند الولادة في دول الاتحاد بنسبة تقترب من 10 سنوات لكل من المرأة والرجل، لتصل إلى 82.4 عاما للنساء و76.4 عاما للرجال في عام 2008. وارتفع متوسط العمر المتوقع عند الولادة في جميع الدول الأعضاء، وسجلت أكبر الزيادات للنساء والرجال على حد سواء في استونيا وسلوفينيا.

## التركيبة الدينية

خريطة تُظر الأديان الرئيسية لدول الاتحاد الأوروبي اعتبارًا من مارس 2019.

تعد المسيحية أكبر ديانة في الإتحاد الأوروبي، فاستنادًا إلى احصائية يوروباروميتر لعام 2012 يُشكّل المسيحيين حوالي 72% من سكان الاتحاد الأوروبي. الكاثوليك هم أكبر جماعة دينية في الاتحاد الأوروبي ويشكلون نسبة 48% من مجمل السكان، أما البروتستانت يشكّلون 12%، بينما الأرثوذكس 8%، أما المسيحيين من الطوائف الأخرى يمثلون 4% من سكان الاتحاد الأوروبي. وبمثل المسلمين حوالي 2%، في حين أنّ الملحدين واللادينين يمثلون نسبة 23% من سكان الاتحاد الأوروبي. وتصل أعداد اليهود إلى مليون نسمة.

## التركيبة العرقية
لا يوجد تعريف دقيق أو مقبول عالميا لمصطلح جماعة إثنية أو الجنسية. في سياق الإثنوغرافيا الأوروبية على وجه الخصوص، تستخدم مصطلحات مجموعة عرقية، أشخاص (من دون دولة قومية)، جنسية، أقلية قومية، أقليات عرقية، مجموعات لغوية وأقليات لغوية تستخدم معظمها كمرادفات.
هذه هي المجموعات العرقية الخمسة عشر الأكثر عددا في الاتحاد الأوروبي:[بحاجة لمصدر]
- الألمان (77 مليون)
- الفرنسيين (65 مليون.)
- البريطانيين (حوالي 61 مليون نسمة) (تشمل الإنجليز: 50 مليون نسمة، الاسكتلنديين 5 مليون، ويلزيون 3 مليون، الأيرلنديين الشماليين 1.7 مليون.)
- الإيطاليين (حوالي 60000000)
- البولنديين (حوالي 42000000)
- الإسبان (حوالي 41 مليون) (يشمل باسكيون 2.3 مليون، كطلان 4.6 مليون نسمة، جليقيون 1.1 مليون، قشتاليون 11 مليون نسمة، الأندلسيين 6.9 مليون والفالنسيون 4.8 مليون)
- الرومانيون (حوالي 22000000)
- الهولنديين (حوالي 16000000)
- المجريون (12 مليون)
- الإغريق (حوالي 12000000)
- البرتغاليون (12000000)
- التشيكيون (حوالي 10 ملايين نسمة)
- السويديين (حوالي 8 ملايين نسمة)
- النمساويين (حوالي 8 ملايين نسمة)
- البلغار (حوالي 8 ملايين نسمة)

هذه الجماعات تشكل نحو 450 مليون نسمة أو نحو 90 ٪ من سكان الاتحاد الأوروبي، بينما ال10 ٪ الباقية تتوزع بين مختلف الجماعات العرقية الصغيرة.